# 리처드 디 클레르크

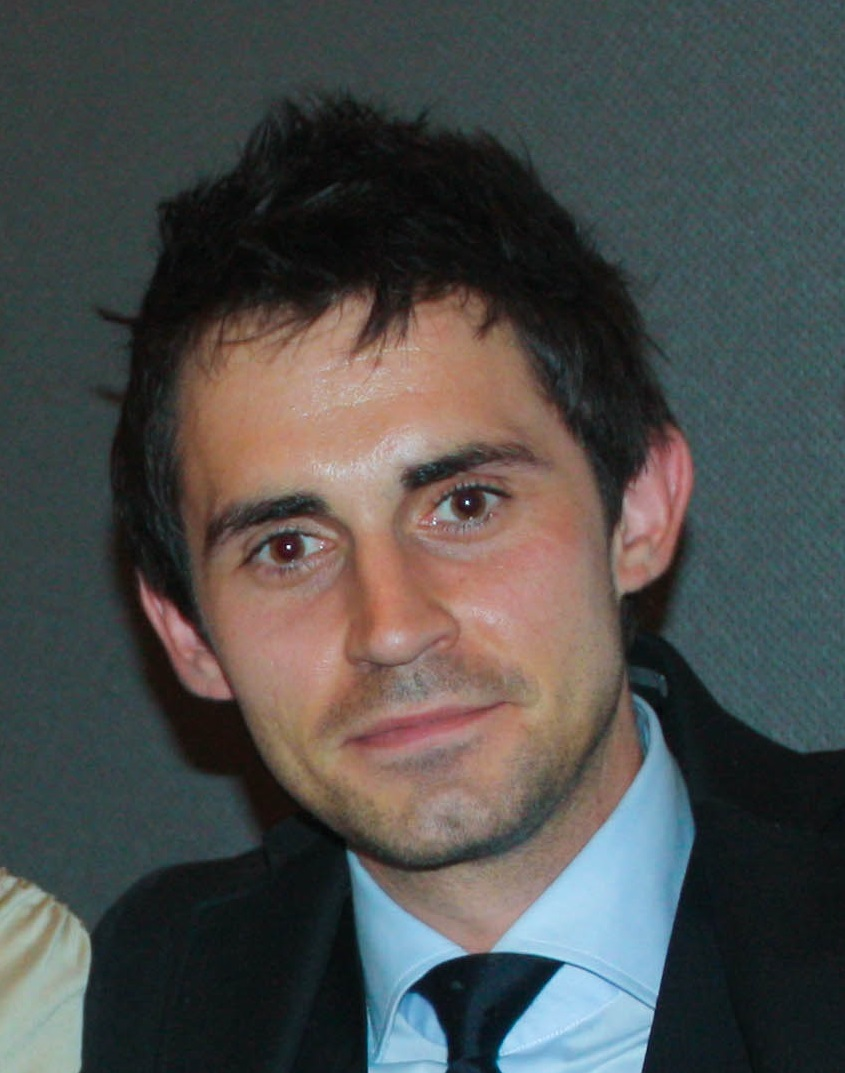

리처드 디 클레르크(Richard de Klerk, 1984년 3월 27일 ~ )는 캐나다의 배우, 영화 제작자, 영화 감독이다.
밴쿠버에서 태어났다.

## 영화
- 앤썸 (2018년)
- 베이징, 뉴욕 (2014년)
- CBGB (2013년)
- 아버지와 아들 (2010, Fathers & Sons)
- 엣지 오브 타임 (2010년) - 마이크 역
- 포레스트 로빈후드 (2009년)
- 콜 (2009년)
- 뱅, 뱅, 넌 죽었다 (2002, Bang Bang You're Dead) - 제시 역
- 프랭키와 헤이즐 (2000년)
- 라이스 아저씨의 비밀 (2000년)
- 콜드 스쿼드 (1998년) - 조이 해리스 역